# مارگریت کلیتون
مارگریت کلیتون (انگلیسی: Marguerite Clayton؛ ۱۲ آوریل ۱۸۹۱ – ۲۰ دسامبر ۱۹۶۸) یک هنرپیشه اهل ایالات متحده آمریکا بود. وی بین سال‌های ۱۹۰۹ تا ۱۹۲۸ میلادی فعالیت می‌کرد.

## بخشی از فیلمشناسی
از فیلم‌ها یا برنامه‌های تلویزیونی که وی در آن نقش داشته‌است می‌توان به آثار زیر اشاره کرد.
- احیای خود (۱۹۱۵)

## نگارخانه

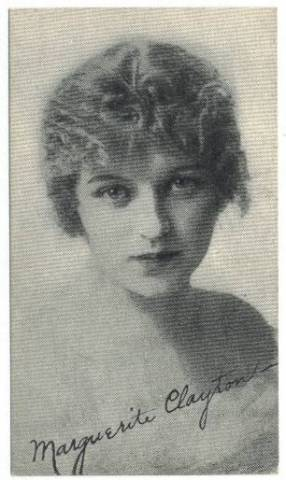